# Iris koloniträdgårdsförening

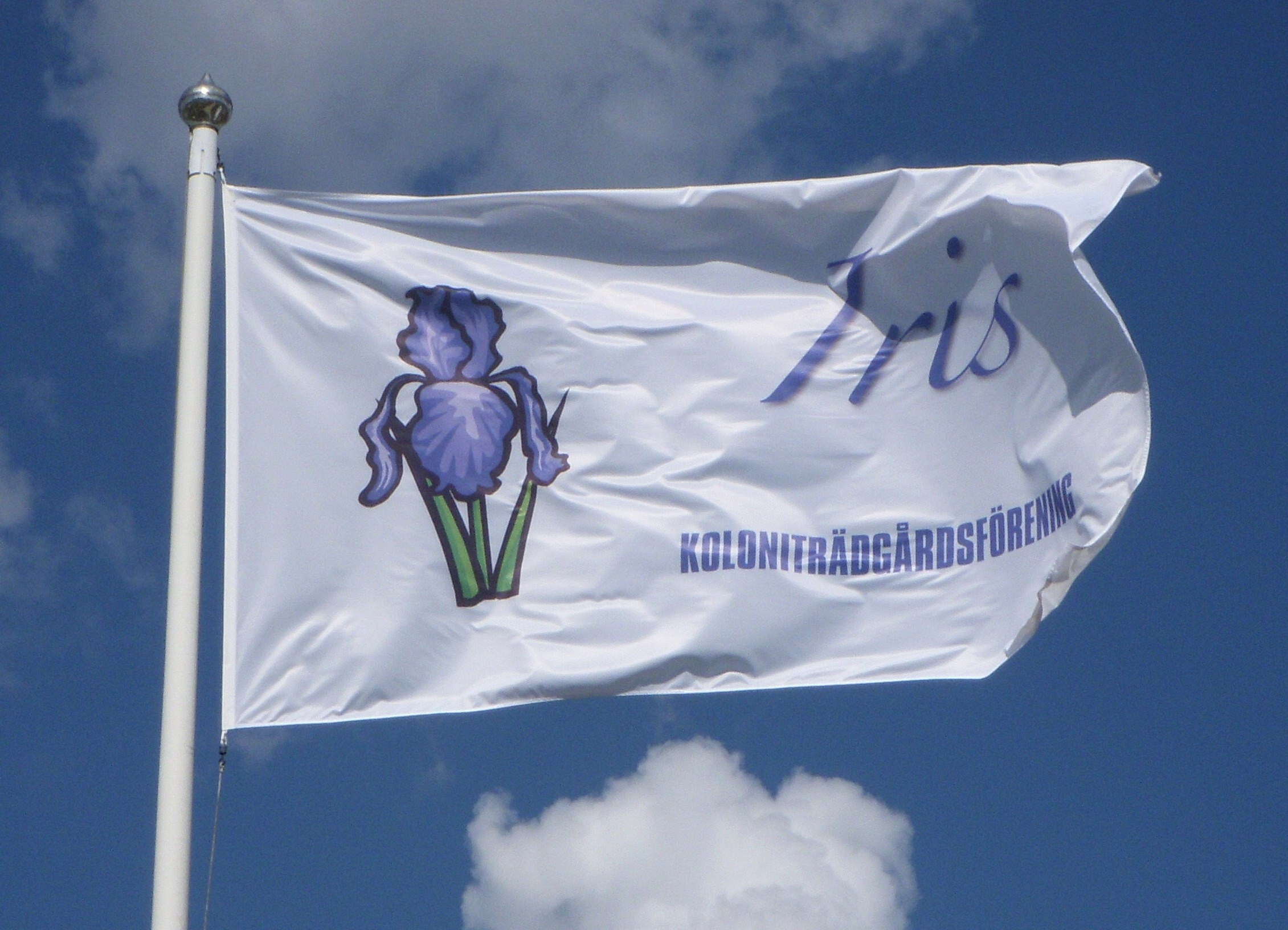
Iris Koloniträdgårdsföreningens flagga

Iris koloniträdgårdsförening är ett koloniområde som ligger i stadsdelen Riksby i Bromma, västra Stockholm. Föreningen består numera av tre koloniträdgårdar; Iris Lillsjön, Iris Riksby och Iris Glia. 
Enligt Stockholms stadsbyggnadskontor ingår de i områden "där särskild uppmärksamhet behöver ägnas åt kulturhistoriska värden".

## Historik

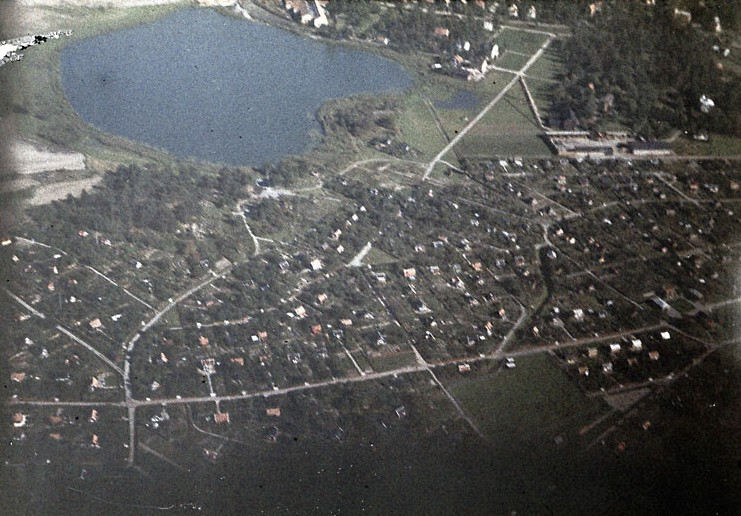
Lillsjön och Lillsjönäs på 1920-talet.

Lillsjönäs koloniområde bildades år 1916.  Kolonin började som ett "potatisland" under första världskriget med syfte att förbättra kolonisternas försörjning med rotfrukter under krigets nödår. Området som kallas idag Iris Lillsjön ligger vid södra sidan av Lillsjön och är en liten rest av Lillsjönäs koloniområde. Området sträckte sig ursprungligen från Lillsjönäs upp mot Abrahamsberg och bort mot Riksby koloniträdgårdsområde vid Bromma flygplats.  
Efter första världskriget förlorade området sin betydelse som livsmedelsproducent. På 1930-talet började trakten väster och söder  om Lillsjön bebyggas med bostäder och en stor del av koloniområdet revs och flyttades 1939 till Iris Riksby och Iris Glia.

## Nuläget
Av Lillsjönäs koloniområde återstår idag bara en liten rest med ett 60-tal lotter, området heter numera Iris Lillsjön. De två övriga kolonier i Iris koloniträdgårdsförening, Iris Riksby med cirka 60 lotter och Iris Glia med cirka 180 lotter ligger cirka 1000 respektive 1500 meter längre nordväst om Lillsjön. De bildar tillsammans med Riksby koloniträdgårdsområde samt Koloniträdgårdsföreningen Linnéa (Kortenslund) ett koloniområde med cirka 650 lotter söder om Bromma flygplats. Iris Riksby upprustades 1984 som kommunalt beredskapsarbete med Stockholms fastighetskontor som beställare.

## Bilder

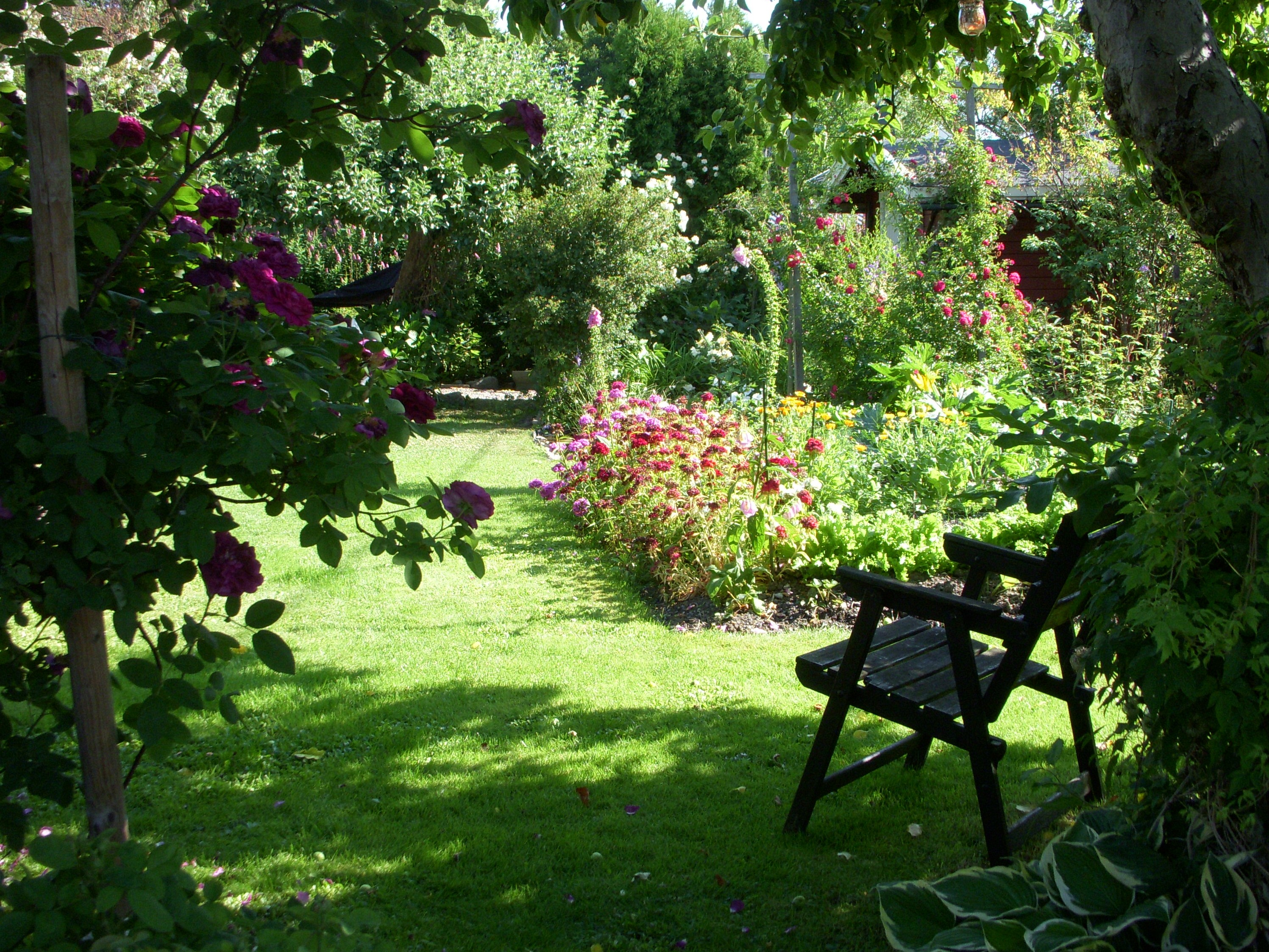
Iris Lillsjön i juli 2010
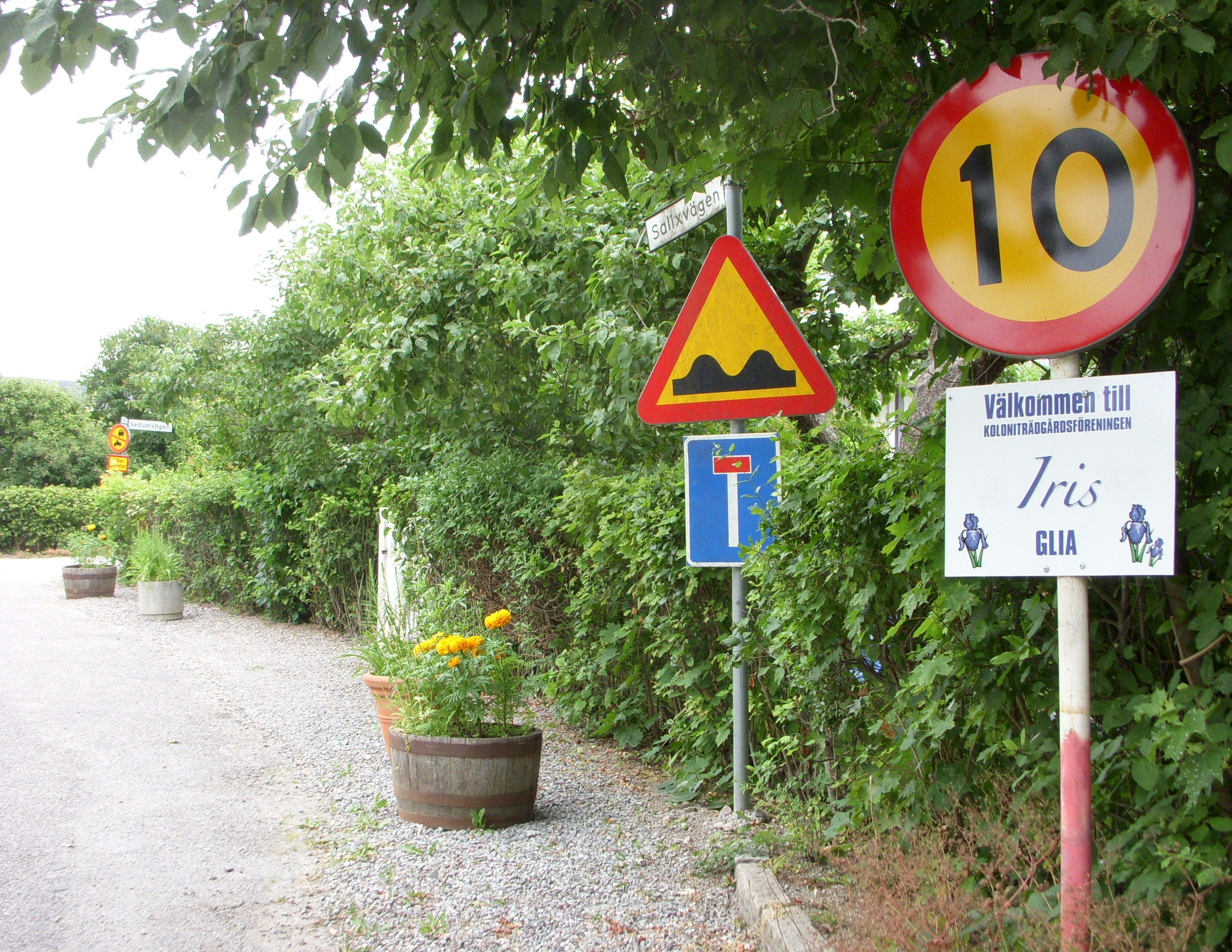
Iris Glia i juli 2010
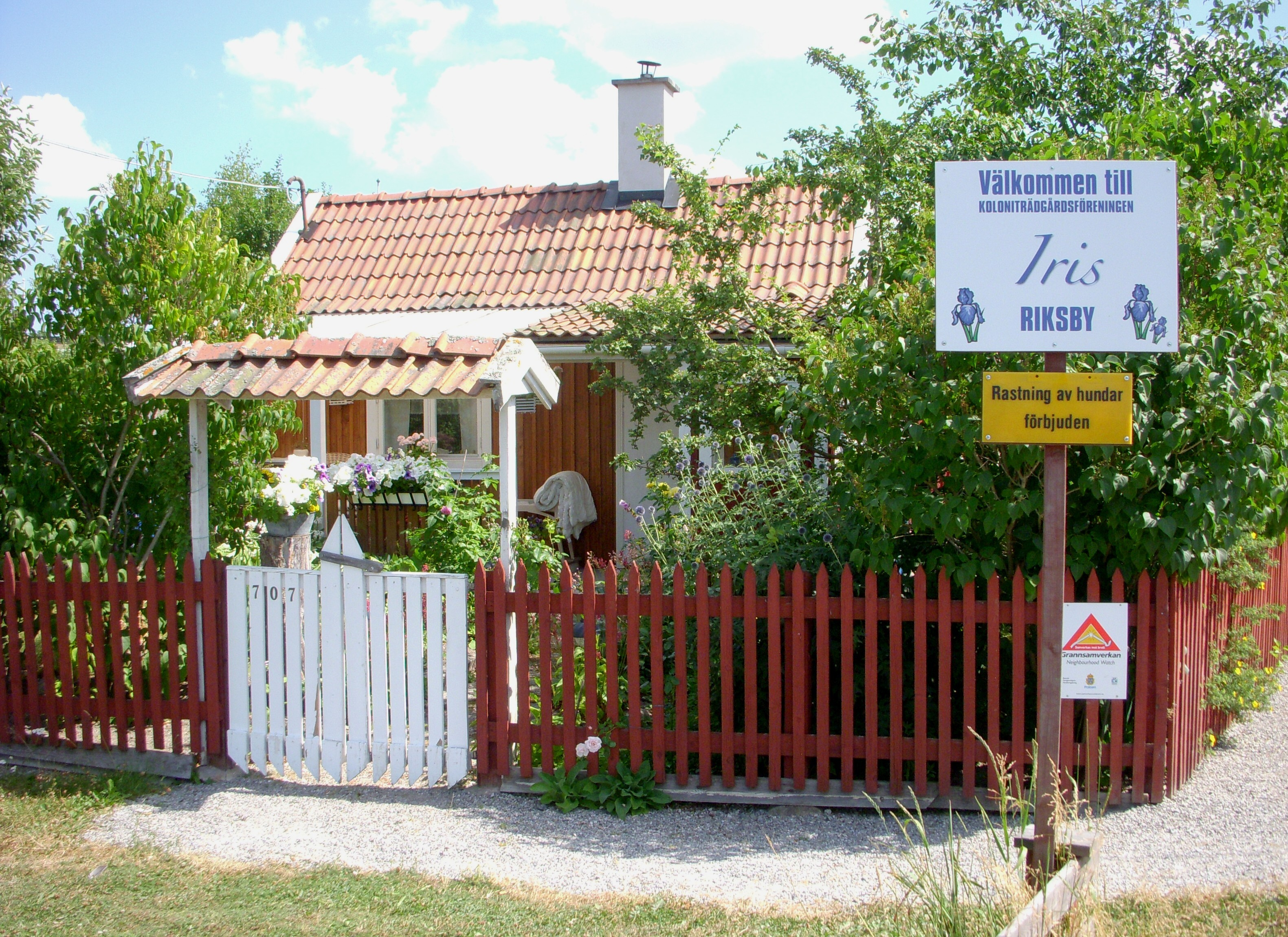
Iris Riksby i juli 2010
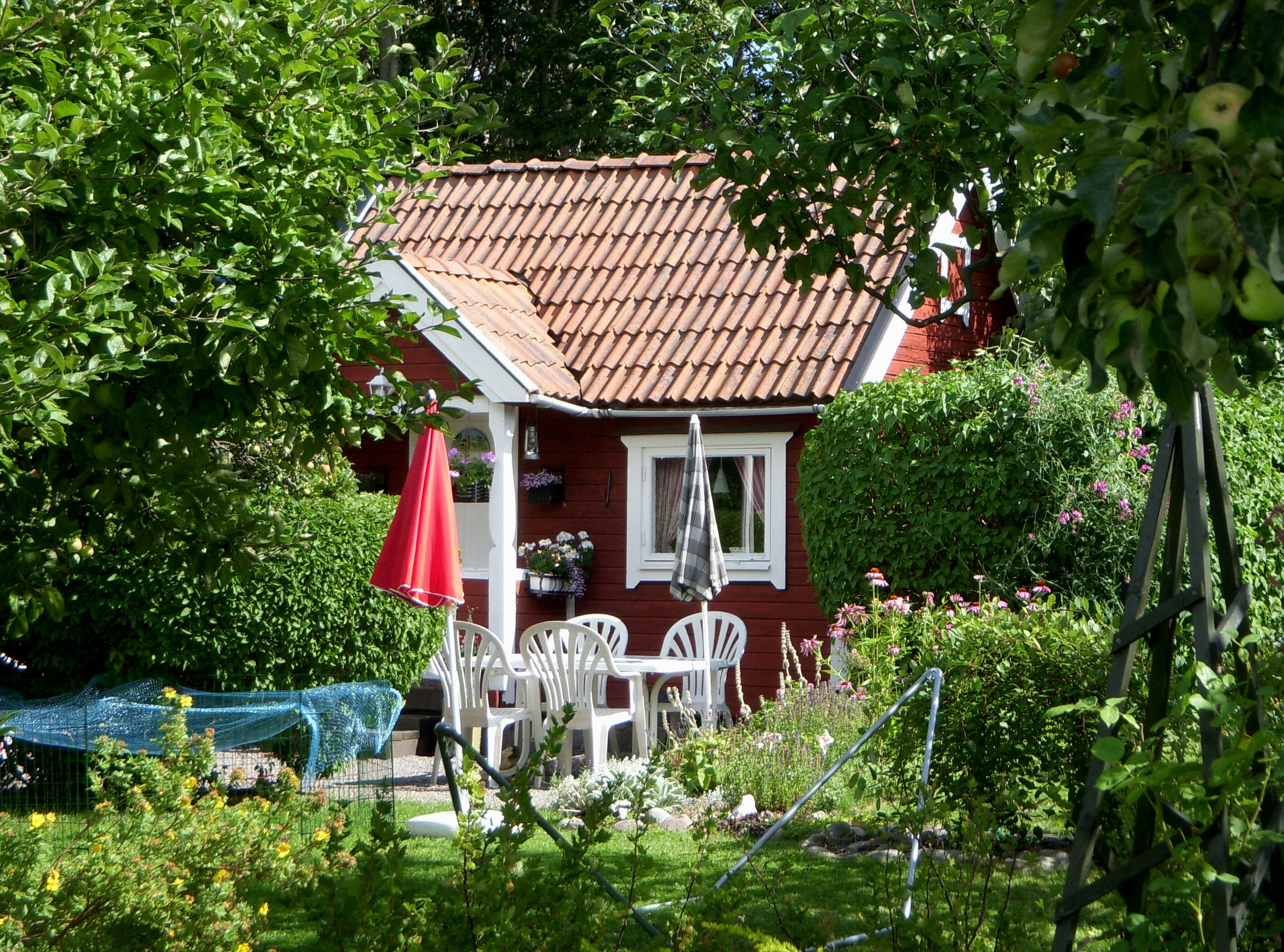
Iris Lillsjönäs i juli 2010